# Rezerwat przyrody Serniawy
Serniawy – leśny rezerwat przyrody w gminie Sawin, w powiecie chełmskim, w województwie lubelskim. Leży w granicach Chełmskiego Obszaru Chronionego Krajobrazu, stanowiącego w tym miejscu otulinę Chełmskiego Parku Krajobrazowego. Jest położony na terenie Nadleśnictwa Sobibór.
- położenie geograficzne – Równina Łęczyńsko-Włodawska
- powierzchnia (według aktu powołującego) – 37,26 ha[2]
- powierzchnia (dane nadesłane z nadleśnictwa) – 38 ha[4]
- rok utworzenia – 1965
- dokument powołujący – Zarządzenie Ministra Leśnictwa i Przemysłu Drzewnego z dnia 20 października 1965 roku w sprawie uznania za rezerwat przyrody (MP nr 63, poz. 351).
- przedmiot ochrony (według aktu powołującego) – zachowanie ze względów naukowych i dydaktycznych fragmentu łęgu olchowo-wiązowego i grądu niskiego pochodzenia naturalnego.
- uwagi: podlega ochronie w zakresie międzynarodowego prawa ochrony przyrody – wchodzi w skład Rezerwatu Biosfery „Polesie Zachodnie”[2].

W drzewostanie dominują gatunki liściaste, iglaste jak modrzew i sosna występują sporadycznie. Głównym zbiorowiskiem roślinnym jest grąd z dominującym dębem szypułkowym (jego starodrzew liczy 200–220 lat) i grabem.
W runie leśnym rezerwatu rośnie wiele rzadkich gatunków roślin, m.in. żywiec cebulkowy i gruczołowaty, listera jajowata, wydmuchrzyca zwyczajna, masowo występuje bluszcz pospolity.
Z ciekawszych ptaków występują tu: bocian czarny, orlik krzykliwy, muchołówka mała, muchołówka białoszyja, dzięcioł czarny, dzięcioł średni.
W identycznych co rezerwat granicach powołano obszar siedliskowy sieci Natura 2000 „Serniawy” PLH060057.